# St. Stephen (Carolina do Sul)
St. Stephen é uma cidade  localizada no estado americano de Carolina do Sul, no Condado de Berkeley.

## Demografia
Segundo o censo americano de 2000, a sua população era de 1776 habitantes.

## Geografia
De acordo com o United States Census Bureau tem uma área de
6,4 km², dos quais 6,4 km² cobertos por terra e 0,0 km² cobertos por água.

## Localidades na vizinhança
O diagrama seguinte representa as localidades num raio de 32 km ao redor de St. Stephen.